# Pycnocycla
Pycnocycla là chi thực vật có hoa trong họ Apiaceae.